# Cantó d'Audruicq
El cantó d'Audruicq és un cantó francès situat al departament del Pas de Calais, dins la regió dels Alts de França. Està organitzat al voltant d'Audruicq, del districte de Saint-Omer.

## Municipis
| Municipi            | Habitants | Codi postal | Codi INSEE |
| ------------------- | --------- | ----------- | ---------- |
| Audruicq            | 4.555     | 62370       | 62057      |
| Guemps              | 882       | 62370       | 62393      |
| Nortkerque          | 1.583     | 62370       | 62621      |
| Nouvelle-Église     | 343       | 62370       | 62623      |
| Offekerque          | 939       | 62370       | 62634      |
| Oye-Plage           | 5.882     | 62215       | 62645      |
| Polincove           | 560       | 62370       | 62662      |
| Ruminghem           | 1.163     | 62370       | 62730      |
| Saint-Folquin       | 2.062     | 62370       | 62748      |
| Sainte-Marie-Kerque | 1.412     | 62370       | 62756      |
| Saint-Omer-Capelle  | 835       | 62162       | 62766      |
| Vieille-Église      | 1.139     | 62162       | 62852      |
| Zutkerque           | 1.713     | 62370       | 62906      |

## Història
| Data d'elecció                           | Identitat        | Partit                                  | Qualitat |
| ---------------------------------------- | ---------------- | --------------------------------------- | -------- |
| 1945-1973                                | André Villiers   | RPF, després divers droite, després UDR |          |
| 1973-2004                                | Albert Doublet   | UDR, després RPR                        |          |
| 2004-                                    | Olivier Majewicz | PS                                      |          |
| les dades anteriors no són pas conegudes |                  |                                         |          |
|                                          |                  |                                         |          |

## Demografia
| A partir de 1990 : Població sense dobles comptes |